# アレックス・ゲレーロ
アレクサンダー・ゲレーロ・ペレス（スペイン語: Alexander Guerrero Perez、1986年11月20日 - ）は、キューバ共和国・ラス・トゥーナス州出身の元プロ野球選手（外野手・内野手）。右投右打。

## 経歴

### キューバ時代
2004年に17歳でセリエ・ナシオナル・デ・ベイスボルのラス・トゥーナスに入団。2011年は第13回ワールドポート・トーナメントのキューバ代表に選出された。2012年には第26回ハーレムベースボールウィークのキューバ代表に選出され、金メダルを獲得した。

### ドジャース時代

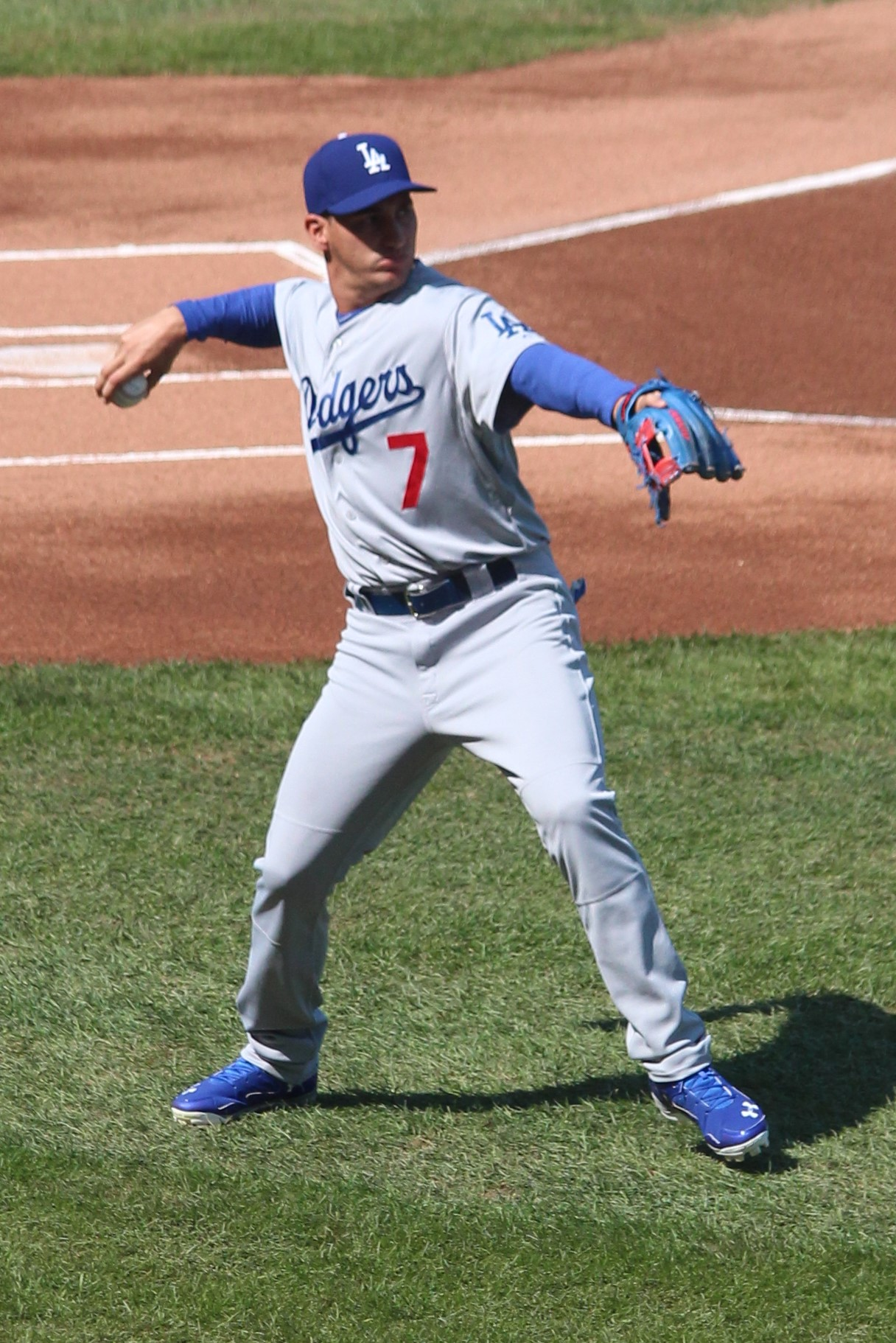
ロサンゼルス・ドジャース時代
(2014年9月19日)

2013年にハイチへ亡命。9月9日に米国財務省外国資産管理局の入国許可を得て、ドミニカ共和国で練習を開始。10月22日にロサンゼルス・ドジャースと4年総額2800万ドルで契約に合意した。オフにドミニカン・ウィンターリーグに参加し、シバオ・ギガンテスに所属した。
2014年は開幕ロースター入りし、3月22日にオーストラリア・シドニーのシドニー・クリケット・グラウンドで行われたアリゾナ・ダイヤモンドバックス戦でメジャーデビュー。9回表に代打として出場したが、ダイヤモンドバックスの投手が左腕のオリバー・ペレスから右腕のJ.J.プッツへ交代したため、打席に立つ前に左打ちのマイク・バクスターへ交代した。3月25日にAAA級アルバカーキ・アイソトープスへ降格した。5月20日のソルトレイク・ビーズ戦ではミゲル・オリーボとグラウンド内で口論し、ダグアウトに戻った際にオリーボに殴られた後、耳を噛みちぎられ、試合途中でミゲル・ロハスと交代した。同日に形成外科手術を行い、長期離脱することとなった。7月10日にルーキー級アリゾナリーグ・ドジャースで復帰し、7試合に出場後、7月20日にA+級ランチョクカモンガ・クエークスへ昇格。A+級ランチョクカモンガでは5試合の出場で、打率.368を記録し、7月26日にAAA級アルバカーキへ昇格。AAA級アルバカーキでは32試合に出場し、打率.286・5本塁打・20打点・3盗塁だった。登録枠が拡大された9月1日にメジャーへ昇格。9月13日のサンフランシスコ・ジャイアンツ戦でエリック・コーディエからメジャー初安打を記録した。この年は11試合に出場し、打率.077だった。
2015年は4月に代打起用ながら打率.423、5本塁打、13打点の活躍でルーキー・オブ・ザ・マンスに輝いた が、7月以降失速。この年は106試合に出場し、打率.233・11本塁打・36打点・1盗塁の成績を残した。
2016年はスプリングトレーニング中に膝を痛め、開幕から故障者リスト入りする。5月31日にDFA、6月8日に自由契約となった。

### 中日時代
2016年11月に中日ドラゴンズと契約する。背番号は「42」、年俸は1億5000万円。
2017年シーズン序盤は苦戦したが徐々に日本の野球に適応していき、5月28日の対東京ヤクルトスワローズ戦から6月3日の対東北楽天ゴールデンイーグルス戦にかけて、球団新記録となる6試合連続本塁打を放つ。また、三塁手や左翼手などの守備をこなすなどとして1年を通してチームの主力として貢献した。来日1年目で打率.279、35本塁打を記録し、本塁打王のタイトルを獲得した。オフの残留交渉では、球団側は当初から「マネーゲームには応じない」姿勢を見せていた。中日との残留交渉は決裂し、12月2日に球団から今季限りでの退団が発表され、自由契約公示された。

### 巨人時代
2017年12月15日、読売ジャイアンツと2年総額8億で契約合意した。背番号は5。
2018年は4月こそ打率.329、5本塁打と好スタートを切ったが、セ・パ交流戦前後から失速し、6月半ばにコンディション不良で二軍降格すると、首脳陣とのコミュニケーション不足が報道されるなど一軍復帰が8月26日までずれ込む。復帰直後こそ本塁打を量産したもののすぐに調子を落とし、終盤はスタメン落ちするようになり、15本塁打、40打点にとどまった。シーズン終了後には、中島宏之が入団したのに加え、成績不振で辞任した高橋由伸の後を受けて監督に就任した原辰徳の「背番号44は外国人大砲の番号だ」という意向も踏まえて、背番号が44に変更されることが発表された。
2019年は3月30日の広島東洋カープ戦で今季初スタメンで4打点を挙げたり、4月2日の阪神タイガース戦では2試合連発の本塁打を放つなど、幸先の良いスタートだったが、5月5日の時点で30試合に出場して打率.226　4本塁打、13打点と低迷し、5月6日に二軍に降格した。一軍再昇格後は8月に本塁打を量産し、チームの再浮上に貢献した。最終的には本塁打は2年ぶりに20本、OPSは.850はクリアしたものの、一方で打率は9月に再び調子を落としたこともあり2割3分台にとどまり、不調の前年より更に下回った。9月15日の阪神戦では8回2死から2ランホームランを放ちチームを逆転勝利に導く活躍も見せたが、12月2日に自由契約となった。

### 巨人退団後
2021年5月、台湾プロ野球の富邦ガーディアンズと契約するも、コロナ禍の影響により来台することができず9月26日に契約破棄となった。

## 選手としての特徴
内野・外野ならどこでも守れるユーティリティプレイヤーである。
身長182cmとMLB選手の中では小柄ながら、2015年にMLBで11本のホームランを打つなど、長打力のあるバッターである。
一方で本塁打もソロが多く、本塁打王だった2017年は35号中ソロ22本（約63パーセント）、2ラン8本、3ラン5本、得点圏打率.258、2018年は全15号中ソロ11本（約73パーセント）、2ラン4本であるため、ネット上では名前をもじって「ソローロ」とも呼ばれた。。

## 人物
同じキューバから亡命したヤディル・ドレイクと親交があり、ドレイクの日本球界行きにはゲレーロの助言があった。

## 詳細情報

### 年度別打撃成績
| 年 度    | 球 団    | 試 合 | 打 席 | 打 数 | 得 点 | 安 打 | 二 塁 打 | 三 塁 打 | 本 塁 打 | 塁 打 | 打 点 | 盗 塁 | 盗 塁 死 | 犠 打 | 犠 飛 | 四 球 | 敬 遠 | 死 球 | 三 振 | 併 殺 打 | 打 率 | 出 塁 率 | 長 打 率 | O P S |
| -------- | -------- | ----- | ----- | ----- | ----- | ----- | -------- | -------- | -------- | ----- | ----- | ----- | -------- | ----- | ----- | ----- | ----- | ----- | ----- | -------- | ----- | -------- | -------- | ----- |
| 2014     | LAD      | 11    | 13    | 13    | 0     | 1     | 0        | 0        | 0        | 1     | 0     | 0     | 0        | 0     | 0     | 0     | 0     | 0     | 6     | 0        | .077  | .077     | .077     | .154  |
| 2015     | LAD      | 106   | 230   | 219   | 25    | 51    | 9        | 1        | 11       | 95    | 36    | 1     | 0        | 0     | 2     | 7     | 0     | 2     | 57    | 7        | .233  | .261     | .434     | .695  |
| 2017     | 中日     | 130   | 510   | 469   | 67    | 131   | 22       | 3        | 35       | 264   | 86    | 1     | 0        | 0     | 2     | 24    | 0     | 15    | 98    | 13       | .279  | .333     | .563     | .896  |
| 2018     | 巨人     | 82    | 323   | 287   | 34    | 70    | 17       | 0        | 15       | 132   | 40    | 2     | 3        | 0     | 1     | 29    | 0     | 6     | 62    | 8        | .244  | .325     | .460     | .785  |
| 2019     | 巨人     | 101   | 333   | 287   | 33    | 68    | 16       | 2        | 21       | 151   | 54    | 1     | 0        | 1     | 1     | 40    | 2     | 4     | 59    | 5        | .237  | .337     | .526     | .863  |
| MLB：2年 | MLB：2年 | 117   | 243   | 232   | 25    | 52    | 9        | 1        | 11       | 96    | 36    | 1     | 0        | 0     | 2     | 7     | 0     | 2     | 63    | 7        | .224  | .251     | .414     | .665  |
| NPB：3年 | NPB：3年 | 313   | 1166  | 1043  | 134   | 269   | 55       | 5        | 71       | 547   | 180   | 4     | 3        | 1     | 4     | 93    | 2     | 25    | 219   | 26       | .258  | .332     | .524     | .856  |

- 2020年度シーズン終了時
- 各年度の太字はリーグ最高

### 年度別守備成績
| 年 度 | 球 団 | 三塁（3B） | 三塁（3B） | 三塁（3B） | 三塁（3B） | 三塁（3B） | 三塁（3B） | 左翼（LF） | 左翼（LF） | 左翼（LF） | 左翼（LF） | 左翼（LF） | 左翼（LF） | 外野  | 外野  | 外野  | 外野  | 外野  | 外野     |
| 年 度 | 球 団 | 試 合      | 刺 殺      | 補 殺      | 失 策      | 併 殺      | 守 備 率   | 試 合      | 刺 殺      | 補 殺      | 失 策      | 併 殺      | 守 備 率   | 試 合 | 刺 殺 | 補 殺 | 失 策 | 併 殺 | 守 備 率 |
| ----- | ----- | ---------- | ---------- | ---------- | ---------- | ---------- | ---------- | ---------- | ---------- | ---------- | ---------- | ---------- | ---------- | ----- | ----- | ----- | ----- | ----- | -------- |
| 2014  | LAD   | -          | -          | -          | -          | -          | -          | 3          | 2          | 0          | 0          | 0          | 1.000      | -     | -     | -     | -     | -     | -        |
| 2015  | LAD   | 22         | 10         | 34         | 1          | 3          | .978       | 29         | 29         | 1          | 2          | 0          | .938       | -     | -     | -     | -     | -     | -        |
| 2017  | 中日  | 32         | 20         | 53         | 3          | 3          | .961       | -          | -          | -          | -          | -          | -          | 89    | 146   | 7     | 1     | 1     | .994     |
| 2018  | 巨人  | -          | -          | -          | -          | -          | -          | -          | -          | -          | -          | -          | -          | 76    | 103   | 2     | 3     | 0     | .972     |
| 2019  | 巨人  | -          | -          | -          | -          | -          | -          | -          | -          | -          | -          | -          | -          | 89    | 105   | 3     | 1     | 0     | .991     |
| MLB   | MLB   | 22         | 10         | 34         | 1          | 3          | .978       | 32         | 31         | 1          | 2          | 0          | .941       | -     | -     | -     | -     | -     | -        |
| NPB   | NPB   | 32         | 20         | 53         | 3          | 3          | .961       | -          | -          | -          | -          | -          | -          | 254   | 354   | 12    | 5     | 1     | .987     |

- 2020年度シーズン終了時

### タイトル
NPB
- 本塁打王：1回（2017年）

### 表彰
- ルーキー・オブ・ザ・マンス：1回（2015年4月）

### 記録
NPB初記録
- 初出場・初先発出場：2017年3月31日、対読売ジャイアンツ1回戦（東京ドーム）3番・三塁手で先発出場
- 初打席・初安打：同上、1回表にマイルズ・マイコラスから左前二塁打
- 初本塁打・初打点：2017年4月2日、対読売ジャイアンツ3回戦（東京ドーム）4回表に大竹寛から左越ソロ
- 初盗塁：2017年9月13日、対東京ヤクルトスワローズ21回戦（ナゴヤドーム）8回裏に二盗（投手：秋吉亮、捕手：中村悠平）

NPBその他の記録
- オールスターゲーム出場：1回（2017年）

### 背番号
- 7 （2014年 - 2015年）
- 42 （2017年）
- 5 （2018年）
- 44 （2019年）

### 登場曲
- 「Pa' La Camara」Chacal（2017年）
- 「Superbien」El Taiger（2018年-2019年6月）
- 「Caro」Bad Bunny（2019年7月 - 同年終了）

### 代表歴
- 2011 ワールド・ポート・トーナメント キューバ代表
- 2012 ハーレム・ベースボール・ウィーク キューバ代表